# Dębiany (województwo kujawsko-pomorskie)
Dębiany – wieś w Polsce, położona w województwie kujawsko-pomorskim, w powiecie rypińskim, w gminie Rypin.

## Podział administracyjny
| SIMC    | Nazwa        | Rodzaj    |
| ------- | ------------ | --------- |
| 0997795 | Drozdowo     | część wsi |
| 0868879 | Nowe Dębiany | część wsi |
| 0868885 | Pieńki       | część wsi |
| 0997803 | Przecza      | część wsi |

W latach 1975–1998 miejscowość administracyjnie należała do województwa włocławskiego.

## Demografia
Według Narodowego Spisu Powszechnego (III 2011 r.) liczyła 236 mieszkańców. Jest czternastą co do wielkości miejscowością gminy Rypin.

## Urodzeni w Dębianach
- Józef Umiński – – polski ksiądz katolicki, prałat papieski i historyk, wykładowca Uniwersytetu Lwowskiego[6].